# Oligoaeschna mutata
Oligoaeschna mutata är en trollsländeart som beskrevs av Maurits Anne Lieftinck 1940. Oligoaeschna mutata ingår i släktet Oligoaeschna och familjen mosaiktrollsländor. Inga underarter finns listade i Catalogue of Life.